# Rhipsalis
Rhipsalis és un gènere difícil de reconèixer dins la família de les cactàcies. Totes elles són plantes epífites, que creixen sobre els troncs d'arbres de boscos tropicals, absorbint la humitat de l'aire gràcies a les arrels aèries capiliformes, les quals s'assequen ràpidament en atmosfera seca. Les tiges, molt ramificades, portadores de diminutes arèoles sense punxes, de les quals en surten articles, alterns o verticilats, que poden ser cilíndrics, angulars o plans. Les flors, petites, en general solitàries, persistent durant uns dies sense tancar-se a la nit. Els fruits, bastant persistents, són petites baies sucoses, blanques, vermelloses o liles. Es tracta del gènere més gran i més àmpliament distribuït de cactus epífits (els que viuen en altres plantes sense fer-ne mal).
El nom científic Rhipsalis deriva de el terme grec antic per a un vímet, referit a la morfologia de les plantes.

## Història
El gènere va ser descrit per Joseph Gaertner el 1788. Però, quan va descriure la planta, en realitat no s'havia adonat que es tractava d'un cactus. En canvi, va suposar que havia trobat una nova espècie Cassytha, un llorer paràsit d'una família de plantes completament diferent.

## Ecologia i distribució
Rhipsalis es troba com a epífita pendular a les selves tropicals, algunes espècies també poden créixer epilítiques o, rarament, terrestres. El gènere es troba àmpliament a Amèrica Central, algunes parts del Carib i una gran part del nord i centre de l'Amèrica del Sud. El centre de diversitat de Rhipsalis es troba a les selves tropicals de la Mata Atlàntica al sud-est del Brasil. Es troba a tot el Nou Món i, a més, a l'Àfrica tropical, Madagascar i Sri Lanka. És l'únic cactus amb una distribució natural fora del Nou Món.

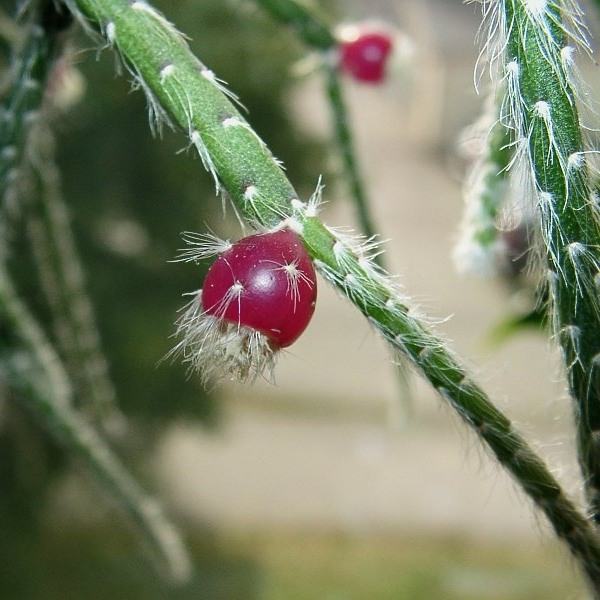
Fruit de Rhipsalis pilocarpa

## Morfologia
La morfologia de Rhipsalis és molt variable. Les plantes poden créixer en la seva majoria en penjolls, poques creixen més o menys en posició vertical o en expansió. Hi ha tres formes de tija principals: tereta, angular i aplanada. Les tiges són suculentes, però el grau de suculència varia entre les espècies. Algunes tenen tiges molt gruixudes (per exemple, Rhipsalis neves-armondii), mentre que d'altres tenen tiges molt primes i filiformes (per exemple, Rhipsalis baccifera, Rhipsalis clavata). En la majoria de les espècies, les espines no estan presents o es produeixen només en l'etapa juvenil (això és més prominent a Rhipsalis dissimilis). Rhipsalis pilocarpa té tiges i fruits densament coberts per bristes, cosa que fa que aquesta espècie es distingeixi fàcilment de la resta de Rhipsalis. Les flors són laterals o apicals i són actinomòrfiques amb un nombre variat de segments de periant, estams i carpels. Les flors són petites, generalment d'1 cm de diàmetre aproximadament, blanques o blanquinoses en la majoria d'espècies. Les flors groguenques es troben a R. dissimilis i R. elliptica i R. Hoelleri és l'única espècie Rhipsalis amb flors vermelles. Els fruits sempre són baies, són blanquinosos o de color rosat, vermell o groc. El vivipari se n'ha observat a R. micrantha i R. baccifera.

## Taxonomia

### Espècies
Dins del gènere Rhipsalis es reconeixen les 45 espècies següents:
- Rhipsalis agudoensis N.P.Taylor
- Rhipsalis aurea M.F.Freitas & J.M.A.Braga
- Rhipsalis baccifera (J.S.Muell.) Stearn
- Rhipsalis barthlottii Ralf Bauer & N.Korotkova
- Rhipsalis burchellii Britton & Rose
- Rhipsalis campos-portoana Loefgr.
- Rhipsalis cereoides (Backeb. & Voll) Backeb.
- Rhipsalis cereuscula Haw.
- Rhipsalis clavata F.A.C.Weber
- Rhipsalis crispata (Haw.) Pfeiff.
- Rhipsalis cuneata Britton & Rose
- Rhipsalis dissimilis (G.Lindb.) K.Schum.
- Rhipsalis elliptica G.Lindb. ex K.Schum.
- Rhipsalis ewaldiana Barthlott & N.P.Taylor
- Rhipsalis flagelliformis N.P.Taylor & Zappi
- Rhipsalis floccosa Salm-Dyck ex Pfeiff.
- Rhipsalis goebeliana Backeb.
- Rhipsalis grandiflora Haw.
- Rhipsalis hileiabaiana (N.P.Taylor & Barthlott) N.Korotkova & Barthlott
- Rhipsalis hoelleri Barthlott & N.P.Taylor
- Rhipsalis hylaea F.Ritter
- Rhipsalis juengeri Barthlott & N.P.Taylor
- Rhipsalis lindbergiana K.Schum.
- Rhipsalis mesembryanthoides Haw.
- Rhipsalis micrantha (Kunth) DC.
- Rhipsalis neves-armondii K.Schum.
- Rhipsalis oblonga Loefgr.
- Rhipsalis occidentalis Barthlott & Rauh
- Rhipsalis olivifera N.P.Taylor & Zappi
- Rhipsalis ormindoi N.P.Taylor & Zappi
- Rhipsalis pacheco-leonis Loefgr.
- Rhipsalis pachyptera Pfeiff.
- Rhipsalis paradoxa (Salm-Dyck ex Pfeiff.) Salm-Dyck
- Rhipsalis pentaptera Pfeiff. ex A.Dietr.
- Rhipsalis pilocarpa Loefgr.
- Rhipsalis pulchra Loefgr.
- Rhipsalis puniceodiscus G.Lindb.
- Rhipsalis rhombea (Salm-Dyck) Pfeiff.
- Rhipsalis russellii Britton & Rose
- Rhipsalis shaferi Britton & Rose
- Rhipsalis sulcata F.A.C.Weber
- Rhipsalis teres (Vell.) Steud.
- Rhipsalis triangularis Werderm.
- Rhipsalis trigona Pfeiff.
- Rhipsalis trigonoides (Doweld) N.Korotkova